# Lock Springs (Misuri)
Lock Springs es una villa situada en el condado de Daviess, Misuri, Estados Unidos. Tiene una población estimada, a mediados de 2022, de 38 habitantes.

## Geografía
La localidad está ubicada en las coordenadas 39°50′56″N 93°46′34″O / 39.84889, -93.77611. Según la Oficina del Censo de los Estados Unidos, tiene una superficie de 0.32 km², correspondientes en su totalidad a tierra firme.

## Demografía
Según el censo de 2020, en ese momento había 40 personas residiendo en la localidad. La densidad de población era de 125.00 hab./km². El 92.50% de los habitantes eran blancos y el 7.50% eran de una mezcla de razas. Del total de la población, el 5.00% eran hispanos o latinos de cualquier raza.